# Naga prawda o miłości
Naga prawda o miłości (ang. The Truth About Love) – film fabularny (komedia romantyczna) koprodukcji amerykańsko-angielskiej z 2004 roku.

## Treść
Alice Holbrook jest szczęśliwą żoną prawnika Sama. Jest pewna wierności swojego męża, jednak w przeddzień walentynek, za namową siostry Felicity wysyła do Sama anonimową kartkę. Ku zdumieniu żony, Sam nie ujawnia jej, że otrzymał kartkę od tajemniczej wielbicielki. Alice kontynuuje więc ryzykowną grę udając zakochaną w nim, tajemniczą nieznajomą. W międzyczasie na jaw wychodzi, że Sam ma kochankę, którą zresztą też ma ochotę zdradzić.

## Obsada
- Jennifer Love Hewitt jako Alice Holbrook
- Dougray Scott jako Archie Gray
- Jimi Mistry jako Sam Holbrook
- Kate Miles jako Felicity
- Branka Katic jako Katya
- Emma Noble jako Sheena Divine
- Simon Webbe jako Dan Harlow
- Karl Howman jako Cliff Sharpe